# Bonnerue (Libramont-Chevigny)
Bonnerue is een gehucht in de Belgische provincie Luxemburg. Het ligt in Moircy, een deelgemeente van Libramont-Chevigny. Bonnerue ligt ongeveer 2,5 kilometer ten noorden van het dorpscentrum van Moircy. Zo'n halve kilometer ten oosten stroomt de Ourthe.

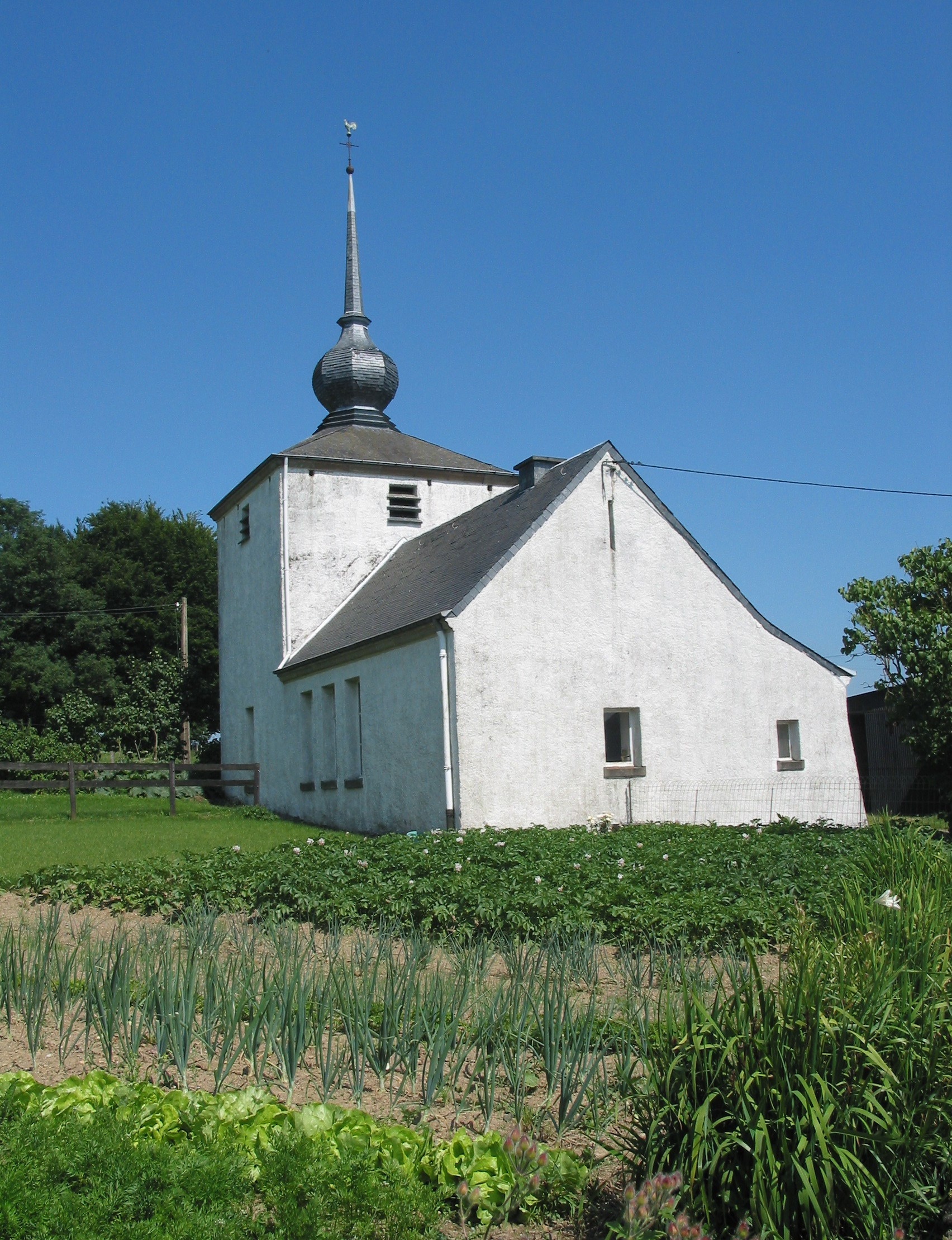
Sint-Hubertuskapel

Deelgemeenten: Bras · Freux · Libramont · Moircy · Recogne · Remagne · Sainte-Marie-Chevigny · Saint-Pierre

Overige dorpen en gehuchten: Bernimont · Bonnerue · Bougnimont · Chenet · Flohimont · Jenneville · Lamouline · Laneuville · Neuvillers · Nimbermont · Ourt · Presseux · Renaumont · Rondu · Sberchamps · Séviscourt · Wideumont

Belgische gemeenten · Arrondissement Neufchâteau · Luxemburg · Wallonië